# François Chaumette
François Chaumette, all'anagrafe Paul Maurice François Jean Chaumette (Parigi, 8 settembre 1923 – Parigi, 27 febbraio 1996), è stato un attore francese.

## Biografia
Figlio di un commerciante e di una segretaria d'azienda, François Chaumette si laureò in filosofia e successivamente fu allievo dei corsi di recitazione di René Simon al Conservatoire national supérieur de musique et de danse de Paris, dove incontrerà Michel Piccoli, col quale conserverà un'amicizia durata sino alla morte.
Debuttò al cinema nel 1942 con L'amore e il diavolo di Marcel Carné, ma divenne successivamente noto al pubblico del piccolo schermo, in particolare per aver preso parte a diversi sceneggiati, brillando particolarmente nel ruolo del "cattivo", come il celebre Williams in Belfagor o Il fantasma del Louvre. Si dedicò anche al doppiaggio, partecipando alla versione in francese di 2001: Odissea nello spazio dove prestò la voce ad HAL 9000, oltre alla voce di Dark Vador nella versione francese di Guerre stellari nel 1977 (sarà rimpiazzato da Georges Aminel negli episodi successivi).
Entrato a far parte della Comédie-Française nel 1957, venne ufficializzato come membro n. 435 nel 1960, ritirandosi nel 1987 e nominato socio onorario nel gennaio del 1988. Morì il 27 febbraio 1996 a Parigi al centro medico chirurgico della porta di Choisy, a seguito di un cancro. Fratello di Monique Chaumette, sposò l'attrice Paloma Matta dalla quale ebbe tre figli: Sarah, attrice, Thomas, gestore di società, e Marie, medico.

## Filmografia parziale
- L'amore e il diavolo (Les Visiteurs du soir), regia di Marcel Carné (1942)
- Rayés des vivants, regia di Maurice Cloche (1952)
- Le Chemin de Damas, regia di Max Glass (1952)
- X 3 operazione dinamite (Le Feu aux poudres), regia di Henri Decoin (1957)
- Les Œufs de l'autruche, regia di Denys de La Patellière (1957)
- Delitto sulla Costa Azzurra (Retour de manivelle), regia di Denys de La Patellière (1957)
- Thérèse Étienne, regia di Denys de La Patellière (1957)
- L'amante pura (Christine), regia di Pierre Gaspard-Huit (1958)
- Il vizio e la notte (Le Désordre et la nuit), regia di Gilles Grangier (1958)
- La belva scatenata (Le Fauve est lâché), regia di Maurice Labro (1959)
- Mio figlio (Rue des prairies), regia di Denys de La Patellière (1959)
- La spada degli Orléans (Le Bossu), regia di André Hunebelle (1959)
- La Verte moisson, regia di François Villiers (1959)
- Sexy Girl (Voulez-vous danser avec moi?), regia di Michel Boisrond (1959)
- Sventole, manette... e femmine (Cause toujours, mon lapin), regia di Guy Lefranc (1961)
- Gália, regia di Georges Lautner (1966)
- Caroline chérie, regia di Denys de La Patellière (1968)
- L'erede (L'Héritier), regia di Philippe Labro (1972)
- Morte di una carogna (Mort d'un pourri), regia di Georges Lautner (1977)
- Un Matin rouge, regia di Jean-Jacques Aublanc (1982)
- La belle captive, regia di Alain Robbe-Grillet (1983)
- Les Maîtres du soleil, regia di Jean-Jacques Aublanc (1984)
- Qualche giorno con me (Quelques jours avec moi), regia di Claude Sautet (1987)
- Les Jurés de l'ombre, regia di Paul Vecchiali (1987) - miniserie TV
- La Source, regia di Jean-Jacques Aublanc (1988)
- Le mie notti sono più belle dei vostri giorni (Mes nuits sont plus belles que vos jours), regia di Andrzej Żuławski (1989)
- Screen Two (They Never Slept), regia di Udayan Prasad (1991) - serie TV
- Parano, regia di Anita Assal e John Hudson - sketch : Panic F.M (1994)

## Doppiatori italiani
Nelle versioni in italiano delle opere in cui ha recitato, François Chaumette  è stato doppiato da:
- Renato Turi in L'amante pura
- Nando Gazzolo in Il vizio e la notte
- Rolf Tasna in Belfagor o il fantasma del Louvre